# Incrémentation
En informatique, l'incrémentation est l'opération qui consiste à ajouter 1 (et par extension toute valeur entière fixée) à un compteur. L'opération inverse, la décrémentation, consiste à retirer 1 (ou toute valeur entière fixée) au compteur.
Cette opération est très courante dans les programmes informatiques, notamment dans les boucles d'itération, si bien que la plupart[réf. souhaitée] des langages de programmation implémentent des opérateurs d'incrémentation et de décrémentation. Ainsi, dans un grand nombre de langages, la syntaxe suivante permet d'ajouter ou de retirer une unité à la variable x :
- ++x (respectivement --x) en forme préfixée, qui équivaut à x = x + 1 (resp. x = x - 1)[1]
- x++ (resp. x--) en forme suffixée, qui équivaut à x = x + 1 (resp. x = x - 1)[1].

Si la valeur de x, après l'évaluation de l'instruction x++ ou ++x est toujours le successeur de x, il y a néanmoins une subtilité concernant la valeur de retour de l'instruction, selon la forme utilisée ; l'une est la valeur avant incrémentation, l'autre est la valeur après incrémentation :
- y = x++ équivaut à  y = x ; x = x + 1
- y = ++x équivaut à  x = x + 1 ; y = x

D'autres opérateurs permettent d'incrémenter ou de décrémenter par un nombre différent de 1. Par exemple, x += 3.5 ajoute 3.5 à la valeur de x.

## Exemple
Voici un exemple, écrit en Java, illustrant le fonctionnement des opérateurs d'incrémentation et de décrémentation
```
class
 
Exemple
 
{

    
public
 
static
 
void
 
main
(
String
[]
 
args
){

        
int
 
i
 
=
 
0
;

        
i
++
;

        
System
.
out
.
println
(
i
);
    
// "1"

        
++
i
;
             

        
System
.
out
.
println
(
i
);
    
// "2"

        
System
.
out
.
println
(
++
i
);
  
// "3"

        
System
.
out
.
println
(
i
++
);
  
// "3"

        
System
.
out
.
println
(
i
);
    
// "4"

        
System
.
out
.
println
(
i
--
);
  
// "4"

        
System
.
out
.
println
(
--
i
);
  
// "2"

        
System
.
out
.
println
(
i
);
    
// "2"

        
i
 
-=
 
2
;

        
System
.
out
.
println
(
i
);
    
// "0"

    
}

}

```

## Utilisation dans les noms de logiciels
- Le langage C++ tient son nom de l'opérateur d'incrémentation ++ présent dans le langage C dont il est issu.
- De même, l'éditeur de texte Notepad++ se pose comme une version améliorée du bloc-notes (en anglais : Notepad) de Microsoft.